# Nguyễn Công Phượng
Nguyễn Công Phượng (21 januari 1995) is een Vietnamees voetballer die speelt als aanvaller bij Hoàng Anh Gia Lai. In 2019 speelde hij op huurbasis voor het Belgische Sint-Truidense VV.

## Clubcarrière
Nguyễn Công Phượng werd opgeleid door de Hoang Anh Gia Lai – Arsenal JMG Academy, een samenwerking tussen Arsenal FC, de JMG Academy en de Hoang Anh Gia Lai Group. Hij begon zijn carrière bij Hoàng Anh Gia Lai in 2015. Sindsdien leende de club hem uit aan Mito HollyHock, Incheon United FC, Sint-Truidense VV en Ho Chi Minh City FC.

## Vietnamees voetbalelftal
Nguyễn Công Phượng maakte op 8 oktober 2015 zijn debuut in het Vietnamees voetbalelftal tijdens een kwalificatiewedstrijd voor de wereldkampioenschap voetbal 2018 tegen Irak. In 2019 nam hij met Vietnam deel aan de Asian Cup 2019, waar hij zowel tegen Irak in de groepsfase als tegen Jordanië in de achtste finale scoorde.

## Statistieken
| Vietnamees voetbalelftal | Vietnamees voetbalelftal | Vietnamees voetbalelftal |
| Jaar                     | Duels                    | Goals                    |
| ------------------------ | ------------------------ | ------------------------ |
| 2015                     | 2                        | 0                        |
| 2016                     | 7                        | 1                        |
| 2017                     | 5                        | 2                        |
| Totaal                   | 14                       | 3                        |